# 阿荷
阿荷（英語：Ajo）是位於美國亞利桑那州皮馬縣的一個人口普查指定地區。根據2010年美國人口普查，該地共人口500人，而該地的面積約為86.32平方千米。

## 地理
阿荷的座標為32°22′53″N 112°52′10″W / 32.38139°N 112.86944°W，而該地最高點為海拔高度536米（即1759英尺）。